# Elixabete Sarasola
Elixabete "Eli" Sarasola Nieto (San Sebastian, 12 april 1991) is een Spaans voormalig voetbalster.

## Clubcarrière
Sarasola maakte haar profdebuut in de Primera División Femenina voor Real Sociedad in 2007. In 2009 ging ze naar FC Barcelona. Met Barça werd Sarasola eenmaal landskampioen (2012) en bekerwinnaar (2011). In 2012 ging ze spelen voor Charleston Cougars in de Verenigde Staten. In 2015 ging ze spelen in de Eredivisie bij Ajax. In 2018 werd haar contract niet verlengd en verruilde ze Ajax voor PSV aan het einde van de competitie. Na twee seizoenen kondigde ze in april 2020 aan te stoppen met voetbal.

## Interlandcarrière
Sarasola speelde alleen in het Spanje O19.

## Privé
Sarasola heeft een relatie met NOS-verslaggeefster Rivkah op het Veld.